# Unione Calcio Sampdoria 1984-1985
Questa voce raccoglie le informazioni riguardanti l'Unione Calcio Sampdoria nelle competizioni ufficiali della stagione 1984-1985.

## Stagione

Il capitano Alessandro Scanziani, in un Ferraris gremito, solleva il primo trofeo della storia blucerchiata, la Coppa Italia 1984-1985.

La stagione blucerchiata si apre nuovamente con grandi colpi di mercato. Dopo aver assecondato il desiderio di Brady di approdare ad una squadra che gli consentisse di giocare nuovamente le coppe europee (ecco spiegata la cessione all'Inter), il presidente Paolo Mantovani decide di far approdare a Genova, su consiglio del nuovo allenatore Bersellini (di ritorno in blucerchiato dopo sette anni) e dopo aver ascoltato il parere di Francis, il roccioso capitano del Liverpool appena laureatosi campione d'Europa, Graeme Souness. Lo scozzese approda in Liguria col compito di guidare e far maturare i tanti giovani di talento che Mantovani aveva acquisito nel corso della sua gestione.
Tra questi, un talentuoso tornante reduce dalla promozione in Serie A con la Cremonese, Gianluca Vialli: il giovane grigiorosso (visionato più volte dalla Juventus ma infine scartato a causa di una relazione non favorevole di Vycpálek, che lo riteneva non pronto fisicamente) approda in maglia blucerchiata per circa 2 miliardi di lire. Dall'Inter, per aumentare il tasso tecnico della squadra e su espressa richiesta di Bersellini, giunge in prestito Beccalossi, idolo della Milano nerazzura: quest'ultimo acquisto non inciderà come sperato sulle prestazioni della squadra e dopo poche partite, anche a causa della definitiva esplosione di Salsano, verrà accantonato dal tecnico di Borgotaro.
L'inizio della stagione è, a dir poco, esaltante. Sotto la regia di Souness i giovani talenti blucerchiati giocano un calcio aggressivo e spettacolare, pur non finalizzando a dovere a fronte della grande mole di occasioni create. La squadra, nonostante qualche passaggio a vuoto causato dall'inesperienza, rimane in lotta per lo scudetto fino alla quart'ultima giornata, quando la battuta d'arresto di Avellino (pur fra molte rimostranze da parte doriana per l'arbitraggio di Rosario Lo Bello) costringono gli uomini di Bersellini alla resa. Il finale vede comunque la Sampdoria, grazie alla vittoria all'ultima giornata sull'Atalanta, classificarsi quarta e qualificarsi, inizialmente, alla Coppa UEFA; la squadra torna così a calcare i campi dell'Europa per la seconda volta nella sua storia, dopo il fin lì unico precedente della stagione 1960-1961.
Qualificazione che verrà, da lì a qualche settimana, commutata nell'accesso alla Coppa delle Coppe grazie alla vittoriosa cavalcata blucerchiata in Coppa Italia. La squadra genovese, dopo avere superato la fase a gironi estiva, elimina nell'ordine Pisa, Torino e Fiorentina, guadagnando l'accesso alla doppia finale contro il Milan: già vinta la gara di andata a San Siro (0-1), il 3 luglio 1985 la Sampdoria batte nuovamente il rossoneri a Marassi (2-1) e capitan Scanziani può alzare al cielo il primo trofeo della storia blucerchiata.

## Divise e sponsor

Da sinistra: il neoacquisto Graeme Souness posa con Trevor Francis prima della trasferta di Napoli del 23 settembre 1984, con indosso la seconda divisa bianca.

Lo sponsor tecnico per la stagione 1984-1985 è Ennerre, mentre lo sponsor ufficiale è Phonola.
| Casa | Trasferta |

## Rosa
| N. |                   | Ruolo | Calciatore        |
| -- | ----------------- | ----- | ----------------- |
|    | Italia (bandiera) | P     | Ivano Bordon      |
|    | Italia (bandiera) | P     | Roberto Bocchino  |
|    | Italia (bandiera) | D     | Moreno Mannini    |
|    | Italia (bandiera) | D     | Pietro Vierchowod |
|    | Italia (bandiera) | D     | Luca Pellegrini   |
|    | Italia (bandiera) | D     | Alessandro Renica |
|    | Italia (bandiera) | D     | Antonio Paganin   |
|    | Italia (bandiera) | D     | Enzo Gambaro      |
|    | Italia (bandiera) | D     | Fausto Pari       |
|    | Italia (bandiera) | C     | Roberto Galia     |

| N. |                        | Ruolo | Calciatore                      |
| -- | ---------------------- | ----- | ------------------------------- |
|    | Scozia (bandiera)      | C     | Graeme Souness                  |
|    | Italia (bandiera)      | C     | Alessandro Scanziani (capitano) |
|    | Italia (bandiera)      | C     | Fausto Salsano                  |
|    | Italia (bandiera)      | C     | Evaristo Beccalossi             |
|    | Italia (bandiera)      | C     | Francesco Casagrande            |
|    | Italia (bandiera)      | C     | Giovanni Picasso                |
|    | Inghilterra (bandiera) | A     | Trevor Francis                  |
|    | Italia (bandiera)      | A     | Roberto Mancini                 |
|    | Italia (bandiera)      | A     | Gianluca Vialli                 |

## Risultati

### Serie A

#### Girone di andata
| Arbitro: | Bianciardi |

|             |           |  |
| 37' Souness | Marcatori |  |

| Napoli 23 settembre 1984 2ª giornata                            | Napoli    | 1 – 1       | Sampdoria | Stadio San Paolo |
| \| \| \| \| \| 62' rig. Maradona \| Marcatori \| 72' Salsano \| |           |             |           |                  |
|                                                                 |           |             |           |                  |
| 62' rig. Maradona                                               | Marcatori | 72' Salsano |           |                  |

| Arbitro: | Lanese |

|                                |           |  |
| 21' Scanziani, 90' aut. Bogoni | Marcatori |  |

| Roma 7 ottobre 1984 4ª giornata                                    | Roma      | 1 – 1            | Sampdoria | Stadio Olimpico |
| \| \| \| \| \| 14' rig. Pruzzo \| Marcatori \| 16' rig. Souness \| |           |                  |           |                 |
|                                                                    |           |                  |           |                 |
| 14' rig. Pruzzo                                                    | Marcatori | 16' rig. Souness |           |                 |

| Arbitro: | Magni |

|                                 |           |  |
| 52' Renica, 67' aut. Passarella | Marcatori |  |

| Udine 21 ottobre 1984 6ª giornata            | Udinese   | 1 – 0 | Sampdoria | Stadio Firuli |
| \| \| \| \| \| 33' Edinho \| Marcatori \| \| |           |       |           |               |
|                                              |           |       |           |               |
| 33' Edinho                                   | Marcatori |       |           |               |

| Arbitro: | Paparesta |

|                          |           |                          |
| 20' Souness, 90' Francis | Marcatori | 13' Galbiati, 28' Junior |

| Arbitro: | Bianciardi |

|            |           |  |
| 7' Mancini | Marcatori |  |

| Verona 18 novembre 1984 9ª giornata | Verona | 0 – 0 | Sampdoria | Stadio Bentegodi |

| Milano 25 novembre 1984 10ª giornata               | Milan     | 0 – 1            | Sampdoria | San Siro |
| \| \| \| \| \| \| Marcatori \| 64' rig. Francis \| |           |                  |           |          |
|                                                    |           |                  |           |          |
|                                                    | Marcatori | 64' rig. Francis |           |          |

| Arbitro: | Lanese |

|                         |           |                          |
| 3' Mancini, 19' Salsano | Marcatori | 78' Calisti, 83' Batista |

| Arbitro: | Sguizzato |

|            |           |  |
| 73' Vialli | Marcatori |  |

| Milano 23 dicembre 1984 13ª giornata                          | Inter     | 2 – 0 | Sampdoria | San Siro |
| \| \| \| \| \| 9' Altobelli, 82' Rumenigge \| Marcatori \| \| |           |       |           |          |
|                                                               |           |       |           |          |
| 9' Altobelli, 82' Rumenigge                                   | Marcatori |       |           |          |

| Arbitro: | Bergamo |

|             |           |            |
| 74' Souness | Marcatori | 5' Platini |

| Bergamo 13 gennaio 1985 15ª giornata | Atalanta | 0 – 0 | Sampdoria | Stadio Comunale |

#### Girone di ritorno
| Cremona 20 gennaio 1985 16ª giornata                        | Cremonese | 1 – 1       | Sampdoria | Stadio Zini |
| \| \| \| \| \| 78' Nicoletti \| Marcatori \| 35' Salsano \| |           |             |           |             |
|                                                             |           |             |           |             |
| 78' Nicoletti                                               | Marcatori | 35' Salsano |           |             |

| Genova 27 gennaio 1985 17ª giornata | Sampdoria | 0 – 0 | Napoli | Luigi Ferraris (38087 spett.)\| Arbitro: \| Lo Bello \| |
| Arbitro:                            | Lo Bello  |       |        |                                                         |

| Ascoli 10 febbraio 1985 18ª giornata                             | Ascoli    | 2 – 0 | Sampdoria | Stadio Del Duca |
| \| \| \| \| \| 80' Iachini, 85' rig. Nicolini \| Marcatori \| \| |           |       |           |                 |
|                                                                  |           |       |           |                 |
| 80' Iachini, 85' rig. Nicolini                                   | Marcatori |       |           |                 |

| Arbitro: | D'Elia |

|                                          |           |  |
| 45' Vialli, 58' Galia, 67' aut. Righetti | Marcatori |  |

| Firenze 24 febbraio 1985 20ª giornata                                 | Fiorentina | 0 – 3                               | Sampdoria | Stadio Artemio Franchi |
| \| \| \| \| \| \| Marcatori \| 17' Salsano, 27' e 68' rig. Francis \| |            |                                     |           |                        |
|                                                                       |            |                                     |           |                        |
|                                                                       | Marcatori  | 17' Salsano, 27' e 68' rig. Francis |           |                        |

| Arbitro: | Bergamo |

|            |           |  |
| 58' Vialli | Marcatori |  |

| Torino 17 marzo 1985 22ª giornata                                    | Torino    | 1 – 1              | Sampdoria | Stadio Comunale |
| \| \| \| \| \| 23' rig. Junior \| Marcatori \| 62' aut. Corradini \| |           |                    |           |                 |
|                                                                      |           |                    |           |                 |
| 23' rig. Junior                                                      | Marcatori | 62' aut. Corradini |           |                 |

| Como 24 marzo 1985 23ª giornata | Como | 0 – 0 | Sampdoria | Stadio Sinigaglia |

| Arbitro: | Casarin |

|            |           |              |
| 11' Renica | Marcatori | 6' Galderisi |

| Arbitro: | Esposito |

|                             |           |                |
| 40' Vierchowod, 72' Souness | Marcatori | 83' Battistini |

| Roma 21 aprile 1985 26ª giornata                                             | Lazio     | 0 – 3                                      | Sampdoria | Stadio Olimpico |
| \| \| \| \| \| \| Marcatori \| 23' Scanziani, 45' Salsano, 54' Vierchowod \| |           |                                            |           |                 |
|                                                                              |           |                                            |           |                 |
|                                                                              | Marcatori | 23' Scanziani, 45' Salsano, 54' Vierchowod |           |                 |

| Avellino 28 aprile 1985 27ª giornata                                         | Avellino  | 2 – 1            | Sampdoria | Stadio Partenio |
| \| \| \| \| \| 80' Diaz, 86' aut. Renica \| Marcatori \| 47' rig. Francis \| |           |                  |           |                 |
|                                                                              |           |                  |           |                 |
| 80' Diaz, 86' aut. Renica                                                    | Marcatori | 47' rig. Francis |           |                 |

| Arbitro: | Pezzella |

|               |           |                               |
| 81' Scanziani | Marcatori | 40' rig. Brady, 65' Altobelli |

| Torino 12 maggio 1985 29ª giornata                          | Juventus  | 1 – 1         | Sampdoria | Stadio Comunale |
| \| \| \| \| \| 57' Platini \| Marcatori \| 76' Scanziani \| |           |               |           |                 |
|                                                             |           |               |           |                 |
| 57' Platini                                                 | Marcatori | 76' Scanziani |           |                 |

| Arbitro: | Lamorgese |

|                                       |           |  |
| 11' Francis, 19' Salsano, 53' Mancini | Marcatori |  |

### Coppa Italia

#### Primo turno
| Arbitro: | Longhi |

|              |           |             |
| 18' Cascione | Marcatori | 74' Francis |

| Arbitro: | Bianciardi |

|  |           |                        |
|  | Marcatori | 18', 52' e 69' Francis |

| Arbitro: | Tubertini |

|                                                                                       |           |             |
| 1' e 42' Vialli, 18' Pari, 23' e 39' Beccalossi, 57' Salsano, 61' Renica, 70' Mancini | Marcatori | 28' Fratena |

| Arbitro: | Mattei |

|                                |           |          |
| 20' Renica, 25' aut. De Trizio | Marcatori | 10' Sola |

| Arbitro: | Pairetto |

|                                       |           |                                  |
| 8' Cattaneo,40' Zico, 72' De Agostini | Marcatori | 15' Scanziani, 59' e 70' Francis |

#### Fase finale
| Arbitro: | Baldi |

|               |           |                 |
| 46' Berggreen | Marcatori | 5' e 62' Vialli |

| Arbitro: | Lanese |

|                          |           |  |
| 22' Pari, 61' Beccalossi | Marcatori |  |

| Torino 12 giugno 1985 Quarti di finale - Andata | Torino  | 0 – 0 | Sampdoria | Stadio Comunale\| Arbitro: \| Casarin \| |
| Arbitro:                                        | Casarin |       |           |                                          |

| Genova 19 giugno 1985 Quarti di finale - Ritorno                                                             | Sampdoria | 4 – 2                  | Torino | Luigi Ferraris (30000 circa spett.) |
| \| \| \| \| \| 10' Vierchowod, 54' rig. e 63' Francis, 89' Mancini \| Marcatori \| 60' Francini, 61' Comi \| |           |                        |        |                                     |
| |           |                        |        |                                     |
| 10' Vierchowod, 54' rig. e 63' Francis, 89' Mancini                                                          | Marcatori | 60' Francini, 61' Comi |        |                                     |

| Firenze 23 giugno 1985 Semifinale - Andata | Fiorentina | 0 – 0 | Sampdoria | Stadio Artemio Franchi\| Arbitro: \| Pairetto \| |
| Arbitro:                                   | Pairetto   |       |           |                                                  |

| Arbitro: | Casarin |

|                                                  |           |                   |
| 8' aut. Occhipinti, 39' rig. Francis, 60' Vialli | Marcatori | 75' Pellegrin III |

| Arbitro: | Redini (Pisa) |

|  |           |             |
|  | Marcatori | 24’ Souness |

| Arbitro: | Agnolin (Bassano del Grappa) |

|                               |           |            |
| Mancini 41’ (rig.) Vialli 61’ | Marcatori | 66’ Virdis |